# Корд фон Шперлинг
Корд фон Шперлинг (на немски: Cord von Sperling; † сл. 1618) е благородник от стария род Шперлинг от Мекленбург, господар на Рютинг в Мекленбург-Предна Померания.
Той е син на Йохан (Ханс) фон Шперлинг (* 1500; † сл. 10 май 1563) и съпругата му Клара Погвиш († 1614), дъщеря на Хенрик фон Погвиш и Анна фон Алефелдт. Внук е на Конрад фон Шперлинг († 1502/1504, Шлагсдорф) и втората му съпруга Абел фон Пентц. Правнук е на Корд фон Шперлинг († пр. 1506) и на фон Хазенкопф. Праправнук е на Корд фон Шперлинг († 1476/1508). Потомък е на Йохан Шперлинг († сл. 1274), който прави 1274 г. дарение на катедралата на Любек.
Баща му Йохан (Ханс) фон Шперлинг е през 1530 г. в свитата на херцог Хайнрих V фон Мекленбург в Имперското събрание в Аугсбург на император Карл V.
Сестра му Катарина фон Шперлинг († ок. 1565) е омъжена пр. 1561 г. за Беренд фон Плесен († 1594).

## Фамилия
Корд фон Шперлинг се жени на 6 септември 1562 г. за Мете фон Щралендорф († 1621), дъщеря на
Вике фон Щралендорф и Анна фон Флотов. Те имат седем деца:
- Анна фон Шперлинг, омъжена за Йоахим фон Барнер-Цашендорф († февруари 1614)
- Клара фон Шперлинг († 1608), омъжена за Юрген (Георг) фон Рабен († 1603), херцогски мекленбургски съветник, господар в Щюк
- Хайнрих фон Шперлинг († ок. 1645), женен I. за Анна фон Далдорф, II. за Агата фон Хобе († 1615)
- Виктор фон Шперлинг († пр. 1632), женен за Луция фон Плесен (* ок. 1574; † 1618)
- Ханс фон Шперлинг (1567 – 1625), женен 1603 г. за Елизабет фон Пентц (* пр. 1589; † 1657)
- София фон Шперлинг (* 25 март 1578; † 25 март 1636, погребана 18 май 1636 в Росток), омъжена 1595 г. за (Хенеке) Хенинг Ревентлов (* 1551; † 3 март 1624), княжески мекленбургски съветник, син на Лоренц Ревентлов-Цизендорф († 1596) и Анна фон Белов († пр. 1606); родители на:
  - Детлеф Ревентлов (1600 – 1664), датски таен съветник и канцлер за германските части.
- Йоахим фон Шперлинг (1588 – 1651), женен I. 1614 г. за Анна фон Пентц († 1635), II. за Илза фон Шперлинг († 1667); от първия брак баща на:
  - Хайнрих фон Шперлинг (1622 – 1670)